# Sompo Japan Building
Il Sompo Japan Nipponkoa Head Office Building (損保ジャパン日本興亜本社ビル?, Sonpo Japan Nipponkōa Honsha Biru) è la sede societaria della Sompo Japan Insurance, la seconda compagnia assicuratrice giapponese. È ubicata nel quartiere di Nishi-Shinjuku a Shinjuku, Tokyo, in Giappone. Con i suoi 200 metri, è il 28º edificio più alto di Tokyo e il 33º del Giappone. Fu progettato da Yoshikazu Uchida.

## Descrizione
Al 42º piano vi è il Seiji Togo Memorial Sompo Japan Museum of Art, dove è esposta, tra l'altro, la celeberrima serie dei dipinti dei Girasoli di Vincent van Gogh.
L'edificio è simile per aspetto alla Chase Tower di Chicago. Esso compare anche nel film del 1984 Il ritorno di Godzilla e nel film d'animazione del 2015 Meitantei Conan - Gōka no himawari.